# Nachtjagdgeschwader 11
La Nachtjagdgeschwader 11 (NJG 11) (11e escadre de chasse nocturne) est une unité de chasseurs de nuit de la Luftwaffe pendant la Seconde Guerre mondiale. 

## Opérations
La NJG 11 n'a été que partiellement constitué, sans Geschwaderstab (état-major d'escadron) avec trois groupes et le 4e limité à un staffel. Employé dans la Wilde Sau, l'escadre met en œuvre des avions Messerschmitt Bf 109G, Focke-Wulf Fw 190A et sera la seule unité de nuit à utiliser le chasseur à réaction Messerschmitt Me 262A (au sein de la 10./NJG 11). 

## Organisation

### I. Gruppe
- 1./NJG 11 formée à partir de la 6./JG 300 (Nachtjagdkommando Ploener) le 28 avril 1944 à Lippstadt
- 2./NJG 11 formée à partir de la 1./NJGr.10 le 28 août 1944 à Bonn-Hangelar
- 3./NJG 11 formée à partir d'éléments de la 1./NJGr.10 le 27 octobre 1944 à Bonn-Hangelar

Le 4 janvier 1945, la 1./NJG 11 est renommée 7./NJG 11. Une nouvelle 7./NJG 11 est alors reformée en janvier 1945 à Echterdingen à partir de la 2./NJG 11 avant d'être absorbée par la 2./NJG 11 le 31 mars 1945. 
En janvier 1945, la 2./NJG 11 est renommée 1./NJG 11. Elle sera reformée le 31 mars 1945 à Echterdingen à partir d'éléments du III./NJG 11 et de la 1/NJG 11.
Le 4 janvier 1945, le 3./NJG 11 est renommée 8./NJG 11.
Gruppenkommandeur (Commandant de groupe) :
| Début        | Fin        | Grade | Nom                        |
| ------------ | ---------- | ----- | -------------------------- |
| 26 août 1944 | 8 mai 1945 | Major | Friedrich-Karl Müller (en) |

### II. Gruppe
Formé le 30 novembre 1944 à Jüterbog-Waldlager à partir de 25 avions du 10./JG 300 avec :
- 4./NJG 11 nouvellement créée
- 5./NJG 11 nouvellement créée
- 6./NJG 11 nouvellement créée

Le 31 mars 1945, le II./NJG 11 est réduit à la seule 4./NJG 11, tandis que la 5./NJG 11 basée à Köthen est absorbée par la 7./NJG 11. Le II./NJG 11 est finalement dissous en fin avril 1945.
Gruppenkommandeur :
| Début         | Fin        | Grade     | Nom       |
| ------------- | ---------- | --------- | --------- |
| Novembre 1944 | Avril 1945 | Hauptmann | Finkeldey |

### III. Gruppe
Formé le 4 janvier 1945 à Bonn-Hangelar avec : 
- 7./NJG 11 à partir de la 3./NJG 11
- 8./NJG 11 à partir de la 1./NJG 11
- 9./NJG 11 à partir d'éléments du Ergänzungs-Nachtjagdgruppe

Le 31 mars 1945, le III./NJG 11 est réduit à la 7./NJG 11, après avoir absorbé la 5./NJG 11, et prend le contrôle de la 2./NJG 11.
Gruppenkommandeur :
| Début           | Fin        | Grade     | Nom    |
| --------------- | ---------- | --------- | ------ |
| 12 janvier 1945 | 8 mai 1945 | Hauptmann | Krause |

### 10./NJG 11
Cette unité indépendante est formée à partir du Sonderkommando Welter le 28 janvier 1945 à Burg-Magdebourg. 